# Açude Sousa
O Açude Sousa é um açude brasileiro do estado do Ceará, localizado em sua grande parte, na Comunidade Barro Branco, município de Canindé, que barra as águas do Riacho Juriti, um afluente do Rio Curu, e foi concluído em 1998.
Sua capacidade de amarzenamento de água é de 30.840.000 m³.